# Nicky Barnes
Leroy Nicholas Barnes (ur. 15 października 1933 na Harlemie w Nowym Jorku, zm. 18 czerwca 2012) — amerykański były boss grupy przestępczej, aktywny w Nowym Jorku w latach 70. XX wieku, znany lepiej pod pseudonimem Nicky Barnes lub Mr. Untouchable
W 1972 roku, Barnes założył siedmioosobowy syndykat o nazwie The Council, składający się z członków pochodzenia afroamerykańskiego, który kontrolował znaczną część heroiny przemycanej i sprzedawanej w Harlemie. Barnes wprowadził The Council do międzynarodowej siatki handlu narkotykami oraz doprowadził do współpracy z La Cosa Nostrą, do czasu jego aresztowania w 1978 roku. Barnes został skazany na karę dożywotniego pozbawienia wolności, ostatecznie zostając informatorem federalnym, co pozwoliło w 1983 roku zlikwidować grupę The Council.